# Copa Sudamericana 2013
Die Copa Sudamericana 2013 war die 12. Ausspielung des zweitwichtigsten südamerikanischen Fußballwettbewerbs für Vereinsmannschaften, der aufgrund des Sponsorings des französischen Mineralölunternehmens Total seit 2013 auch unter der Bezeichnung „Copa Total Sudamericana“ firmiert. Es nahmen wie im Vorjahr 47 Mannschaften aus den 10 Mitgliedsverbänden der CONMEBOL, einschließlich Titelverteidiger FC São Paulo, teil. Argentinien stellte wie gehabt sechs und Brasilien acht Teilnehmer; die übrigen acht Länder jeweils vier Teilnehmer am Wettbewerb. Dieser wurde wie bisher in der zweiten Jahreshälfte ausgespielt.

## Modus
Wie im Vorjahr gab es vor dem Achtelfinale wieder zwei Runden. In der 1. Runde starteten die acht Länder (mit Ausnahme Argentiniens und Brasiliens) mit ihren jeweils vier Mannschaften. Die Teilnehmer aus Argentinien und Brasilien stießen erst in der 2. Runde dazu, wobei die Teams beider Länder jeweils gegeneinander spielten. Titelverteidiger FC São Paulo hatte ein Freilos für das Achtelfinale. Der Wettbewerb wurde auch wie gehabt von der 1. Runde bis zum Finale im reinen K.-o.-System mit Hin- und Rückspiel ausgetragen. Bei Punkt- und Torgleichheit galt die Auswärtstorregel. War auch die Zahl der auswärts erzielten Tore gleich, folgte im Anschluss an das Rückspiel unmittelbar ein Elfmeterschießen. Im Finale galt die Auswärtstorregel nicht. War dort nach Hin- und Rückspiel die Tordifferenz gleich, gab es eine Verlängerung und erst danach ggf. ein Elfmeterschießen.

## 1. Runde
Teilnehmer waren je vier Mannschaften aus acht Ländern Südamerikas, mit Ausnahme der Teams aus Argentinien und Brasilien. Die Hinspiele fanden zwischen dem 30. Juli und 2. August, die Rückspiele zwischen dem 6. und 9. August 2013 statt.
|                          | Gesamt    |                        | Hinspiel | Rückspiel |
| ------------------------ | --------- | ---------------------- | -------- | --------- |
| Montevideo Wanderers     | 1:2       | Club Libertad          | 1:2      | 0:0       |
| CD Cobreloa              | 2:0       | Peñarol Montevideo     | 0:0      | 2:0       |
| Real Potosí              | 3:6       | Universidad de Chile   | 3:1      | 0:5       |
| Club Guaraní             | 4:1       | Oriente Petrolero      | 0:0      | 4:1       |
| El Tanque Sisley         | 0:3       | CSD Colo-Colo          | 0:1      | 0:2       |
| Club Blooming            | 0:5       | River Plate Montevideo | 0:1      | 0:4       |
| CD Universidad Católica  | 2:1       | Club Cerro Porteño     | 1:1      | 1:0       |
| Club Nacional            | (a)1:1(a) | Club The Strongest     | 0:0      | 1:1       |
| Inti Gas Deportes        | 0:5       | Atlético Nacional      | 0:1      | 0:4       |
| AC Mineros de Guayana    | 4:2       | Barcelona SC Guayaquil | 2:2      | 2:0       |
| Independiente José Terán | 2:0       | Deportivo Anzoátegui   | 0:0      | 2:0       |
| Itagüí FC                | 6:2       | Juan Aurich            | 3:0      | 3:2       |
| Sport Huancayo           | 1:7       | CS Emelec              | 1:3      | 0:4       |
| Deportivo Pasto          | 3:2       | FBC Melgar             | 3:0      | 0:2       |
| Trujillanos FC           | 0:1       | La Equidad             | 0:1      | 0:0       |
| Liga de Loja             | 3:1       | Deportivo Lara         | 2:0      | 1:1       |

## 2. Runde
Für die 2. Runde qualifizierten sich die sechzehn Sieger der 1. Runde sowie die sechs Mannschaften aus Argentinien und acht Mannschaften aus Brasilien, wobei die Klubs aus diesen beiden Ländern jeweils separat gegeneinander antraten. Die Hinspiele fanden zwischen dem 14. und 21. August, die Rückspiele zwischen dem 28. August und 5. September 2013 statt.
|                           | Gesamt          |                          | Hinspiel | Rückspiel |
| ------------------------- | --------------- | ------------------------ | -------- | --------- |
| CD Universidad Católica   | 7:2             | CS Emelec                | 4:0      | 3:2       |
| CA San Lorenzo de Almagro | 0:1             | River Plate              | 0:1      | 0:0       |
| Deportivo Pasto           | 3:0             | CSD Colo-Colo            | 1:0      | 2:0       |
| Sport Recife              | 2:2 (3:1 i. E.) | Náutico Capibaribe       | 2:0      | 0:2       |
| Itagüí FC                 | 1:0             | River Plate Montevideo   | 1:0      | 0:0       |
| CA Belgrano               | 1:2             | CA Vélez Sársfield       | 1:0      | 0:2       |
| Universidad de Chile      | 4:2             | Independiente José Terán | 1:1      | 3:1       |
| Portuguesa                | 1:2             | EC Bahia                 | 1:2      | 0:0       |
| Club Guaraní              | 0:2             | Atlético Nacional        | 0:2      | 0:0       |
| Racing Club               | 1:4             | CA Lanús                 | 1:2      | 0:2       |
| La Equidad                | (a)1:1(a)       | CD Cobreloa              | 0:0      | 1:1       |
| EC Vitória                | 1:1 (3:4 i. E.) | Coritiba FC              | 1:0      | 0:1       |
| Club Libertad             | 4:1             | AC Mineros de Guayana    | 2:0      | 2:1       |
| Criciúma EC               | 1:2             | AA Ponte Preta           | 1:2      | 0:0       |
| Liga de Loja              | 1:0             | Club Nacional            | 0:0      | 1:0       |

## Achtelfinale
Für das Achtelfinale qualifizierten sich die 15 Sieger der 2. Runde und Titelverteidiger FC São Paulo. Die Hinspiele fanden zwischen dem 18. und 26. September, die Rückspiele zwischen dem 25. September und 24. Oktober 2013 statt.
|                   | Gesamt          |                         | Hinspiel | Rückspiel |
| ----------------- | --------------- | ----------------------- | -------- | --------- |
| FC São Paulo      | 5:4             | CD Universidad Católica | 1:1      | 4:3       |
| Liga de Loja      | 2:3             | River Plate             | 2:1      | 0:2       |
| AA Ponte Preta    | 2:1             | Deportivo Pasto         | 2:0      | 0:1       |
| Club Libertad     | 4:1             | Sport Recife            | 2:0      | 2:1       |
| Coritiba FC       | 1:3             | Itagüí FC               | 0:1      | 1:2       |
| La Equidad        | 2:4             | CA Vélez Sársfield      | 1:2      | 1:2       |
| CA Lanús          | 4:1             | Universidad de Chile    | 4:0      | 0:1       |
| Atlético Nacional | 1:1 (4:3 i. E.) | EC Bahia                | 1:0      | 0:1       |

## Viertelfinale
Die Hinspiele fanden zwischen dem 29. und 31. Oktober, die Rückspiele am 6. und 7. November 2013 statt.
|                | Gesamt |                    | Hinspiel | Rückspiel |
| -------------- | ------ | ------------------ | -------- | --------- |
| FC São Paulo   | 3:2    | Atlético Nacional  | 3:2      | 0:0       |
| CA Lanús       | 3:1    | River Plate        | 0:0      | 3:1       |
| AA Ponte Preta | 2:0    | CA Vélez Sársfield | 0:0      | 2:0       |
| Club Libertad  | 2:1    | Itagüí FC          | 2:0      | 0:1       |

## Halbfinale
Die Hinspiele fanden am 20. und 21., die Rückspiele am 27. und 28. November 2013 statt.
|               | Gesamt |                | Hinspiel | Rückspiel |
| ------------- | ------ | -------------- | -------- | --------- |
| FC São Paulo  | 2:4    | AA Ponte Preta | 1:3      | 1:1       |
| Club Libertad | 2:4    | CA Lanús       | 1:2      | 1:2       |

## Finale

### Hinspiel
| AA Ponte Preta                                                              | AA Ponte Preta | CA Lanús | CA Lanús |
| --------------------------------------------------------------------------- | --- | --- | -------- |
| AA Ponte Preta                                                              | \| 4. Dezember 2013 um 21:50 Uhr in São Paulo, Brasilien (Estádio do Pacaembu) \| \| Ergebnis: 1:1 (0:0) \| \| Zuschauer: 28.244 \| \| Schiedsrichter: Roberto Silvera ( Uruguay) \| | \| 4. Dezember 2013 um 21:50 Uhr in São Paulo, Brasilien (Estádio do Pacaembu) \| \| Ergebnis: 1:1 (0:0) \| \| Zuschauer: 28.244 \| \| Schiedsrichter: Roberto Silvera ( Uruguay) \| | CA Lanús |
| AA Ponte Preta                                                              | Roberto – Artur, César, Diego Sacoman, Uendel – Baraka, Fernando Bob (63. Adaílton), Elias (87. Magal), Fellipe Bastos – Rildo (74. Chiquinho), Leonardo Cheftrainer: Jorginho       | Agustín Marchesín – Carlos Araujo, Paolo Goltz , Carlos Izquierdoz, Maximiliano Velázquez – Diego González (80. Fernando Barrientos), Leandro Somoza, Jorge Ortiz – Lucas Melano (69. Víctor Ayala), Santiago Silva, Jorge Pereyra Díaz (89. Oscar Benítez) Cheftrainer: Guillermo Barros Schelotto | CA Lanús |
| AA Ponte Preta                                                              | 1:1 Fellipe Bastos (79.) | 0:1 Paolo Goltz (58.) | CA Lanús |
| AA Ponte Preta                                                              | Diego Sacoman (18.), Fernando Bob (60.), Artur (67.), Uendel (90.) | Diego González (31.), Jorge Pereyra Díaz (55.), Carlos Izquierdoz (77.), Maximiliano Velázquez (85.) | CA Lanús |
| 4. Dezember 2013 um 21:50 Uhr in São Paulo, Brasilien (Estádio do Pacaembu) | | |          |
| Ergebnis: 1:1 (0:0)                                                         | | |          |
| Zuschauer: 28.244                                                           | | |          |
| Schiedsrichter: Roberto Silvera ( Uruguay)                                  | | |          |

### Rückspiel
| CA Lanús                                                                       | CA Lanús | AA Ponte Preta | AA Ponte Preta |
| ------------------------------------------------------------------------------ | --- | --- | -------------- |
| CA Lanús                                                                       | \| 11. Dezember 2013 um 20:50 Uhr in Lanús, Argentinien (Estadio Ciudad de Lanús) \| \| Ergebnis: 2:0 (2:0) \| \| Zuschauer: 40.000 \| \| Schiedsrichter: Enrique Osses ( Chile) \|                                                                                        | \| 11. Dezember 2013 um 20:50 Uhr in Lanús, Argentinien (Estadio Ciudad de Lanús) \| \| Ergebnis: 2:0 (2:0) \| \| Zuschauer: 40.000 \| \| Schiedsrichter: Enrique Osses ( Chile) \| | AA Ponte Preta |
| CA Lanús                                                                       | Agustín Marchesín – Carlos Araujo, Paolo Goltz , Carlos Izquierdoz, Maximiliano Velázquez – Diego González, Leandro Somoza, Víctor Ayala – Ismael Blanco (78. Jorge Ortiz), Santiago Silva, Oscar Benítez (90.+1 Nicolás Pasquini) Cheftrainer: Guillermo Barros Schelotto | Roberto – Artur (57. Ferrugem), César, Diego Sacoman, Fernando Bob – Baraka, Magal (46. Adaílton), Elias, Fellipe Bastos – Rildo (67. William), Leonardo Cheftrainer: Jorginho      | AA Ponte Preta |
| CA Lanús                                                                       | 1:0 Víctor Ayala (25.) 2:0 Ismael Blanco (45.+4) | | AA Ponte Preta |
| CA Lanús                                                                       | Víctor Ayala (26.), Leandro Somoza (36.), Ismael Blanco (75.) | Fellipe Bastos (86.) | AA Ponte Preta |
| 11. Dezember 2013 um 20:50 Uhr in Lanús, Argentinien (Estadio Ciudad de Lanús) | | |                |
| Ergebnis: 2:0 (2:0)                                                            | | |                |
| Zuschauer: 40.000                                                              | | |                |
| Schiedsrichter: Enrique Osses ( Chile)                                         | | |                |

## Beste Torschützen
| Rang | Spieler             | Klub                    | Tore |
| ---- | ------------------- | ----------------------- | ---- |
| 1    | Enner Valencia      | CS Emelec               | 5    |
| 2    | Charles Aránguiz    | CF Universidad de Chile | 4    |
|      | Isaac Díaz          | CF Universidad de Chile | 4    |
| 4    | Richard José Blanco | AC Mineros de Guayana   | 3    |
|      | Nicolás Castillo    | CD Universidad Católica | 3    |
|      | Pablo Goltz         | CA Lanús                | 3    |
|      | Lucas Melano        | CA Lanús                | 3    |
|      | Brian Montenegro    | Club Libertad           | 3    |
|      | Santiago Silva      | CA Lanús                | 3    |